# Ceguaca
Ceguaca é uma cidade hondurenha do departamento de Santa Bárbara.